# Xuân Du
Xuân Du là một xã thuộc huyện Như Thanh, tỉnh Thanh Hóa, Việt Nam.
Xã có diện tích 16,66 km², dân số năm 2002 là 6428 người, mật độ dân số đạt 386 người/km².
Ở đây có đền Phủ Na thờ tự Bà Triệu và nổi tiếng với thương hiệu đào Xuân Du.